# Rusija
Rusija (rus. ćir. Россия, lat. Rossija), službeno Ruska Federacija (rus. ćir. Российская Федерация, lat. Rossijskaja Federacija) država je na istoku Europe i sjeveru Azije. Površinom je najveća država na svijetu (oko 11,5 % zemaljskog kopna), ali je većina državnog teritorija slabo naseljena pa po broju stanovnika zauzima tek deveto mjesto (poslije Kine, Indije, SAD-a, Indonezije, Brazila, Pakistana, Bangladeša i Nigerije). Glavni grad Moskva nalazi se u europskom dijelu države.
Za vrijeme sovjetskog režima (1917. – 1991.) nosila je naziv Ruska Sovjetska Federativna Socijalistička Republika (RSFSR). U sastavu Sovjetskog Saveza, bila je najveća republika po površini i stanovništvu i ujedno se smatra njezinom nasljednicom. RSFSR je bila teritorijalno i privredno najmoćnija republika bivše velesile. Danas je vodeća članica Zajednice neovisnih država, OUZS i ŠOS. 
Rusija danas igra važnu ulogu na svjetskoj sceni. Nakon zaposjedanja Krima 2014. isključena je iz skupine osam industrijski najrazvijenijih i gospodarski najmoćnijih zemalja svijeta – G8. Stalna je članica Vijeća sigurnosti Ujedinjenih naroda i članica je grupe BRICS.
Ime Rusija (rus. Rossiя) potiče od starog naroda Rusa, grupe Varjaga, koji su osnovali Kijevsku Rus' (rus. Kievskaя Rusь). Staro latinsko ime Kijevske Rusije bilo je Rutenija, a danas se to ime uglavnom odnosi na zapadne i južne krajeve Kijevske Rusije koji su bili najbliži katoličkoj Europi.
Moderni oblik imena države dolazi od grčkog imena za Kijevsku Rusiju (grč. Ρωσσία).

## Zemljopis
Rusija se obično dijeli na zapadni europski (oko 3,5 mil. km²) i istočni azijski dio – Sibir (13,5 mil. km²). Prirodnu granicu ovih dvaju dijelova čini gorje Ural koje se prostire u smjeru sjever – jug u duljini od oko 2000 km od Sjevernog ledenog mora do granice s Kazahstanom. Većina stanovnika Ruske Federacije je naseljena u zapadnom europskom dijelu države, posebno u većim ruskim gradovima.

### Europska Rusija
Najveći dio europskog dijela Rusije zauzima Istočnoeuropska ravnica, s nizinskim reljefom koji samo ponegdje prelazi u uzvisine (Valdajska i Srednjeruska na zapadu, Privolžje uz srednji tok Volge) čiji vrhovi ne prelaze 200-400 m. Kroz ovu nizinu protječe Volga (3688 km), gospodarski i kulturalno najvažnija ruska rijeka. Prevladava kontinentalna klima koja na krajnjem sjeveru prelazi u polarnu, a u uskom pojasu crnomorskog priobalja u mediteransku. Od sjevera prema jugu redaju se pojasevi crnogorične šume, miješane šume, prijelazne šumsko-stepske zone te stepa pokrivena plodnom crnicom (černozemom). Uz obale Kaspijskog jezera zbog jakog isparavanja prisutna je i polupustinja.
Na krajnjem jugu europske Rusije granicu s Gruzijom i Azerbajdžanom čini gorje Kavkaz s najvišom točkom Rusije i cjelokupnog Europskog kontinenta, Elbrusom (5633 mn/m).

### Sibir
Na zapadu Sibira prostire se golema Zapadnosibirska ravnica kroz koju protječe najduža ruska rijeka Ob' (s Irtišem 5568 km, 5. na svijetu). Između rijeke Jenisej na zapadu Lene na istoku nalazi se Srednjosibirska visoravan s vrhovima do 1700 m. Srednjejakutska ravnica kroz koju protječe Lena dijeli ovu visoravan od planinskih lanaca istočnog Sibira.
Na jugu i istoku Sibira do obala Tihog oceana prevladava planinski reljef s lancima čiji su vrhovi uglavnom iznad 2000 m (Beluha u Altajskom lancu – 4506 m, Ključevska Sopka na Kamčatki – 4750 m). Ovdje se nalazi i najveće i najdublje rusko jezero – Bajkalsko (31.500 km², dubina 1637 m, najdublje na svijetu).
Klima većeg dijela Sibira je vrlo oštra kontinentalna koja na sjeveru prelazi u polarnu, a na većim nadmorskim visinima u planinsku. Prevladavaju guste crnogorične šume – tajge, sa zonama oskudne vegetacije – tundrama – i zonama trajnog leda na krajnjem sjeveru. Ruski daleki istok ima oceansku klimu.

### Granice Rusije
Na zapadu Rusija graniči s (od sjevera prema jugu):
- Norveškom
- Finskom
- Estonijom
- Latvijom
- Bjelorusijom
- Ukrajinom

Ruska enklava  Kalinjingrad graniči i s  Litvom i  Poljskom.
Na jugu graniči s (od zapada prema istoku):
- Gruzijom
  -  Abhazijom
  -  Južnom Osetijom
- Azerbajdžanom
- Kazahstanom
- Kinom
- Mongolijom
- DNR Korejom

Na istoku ima morsku granicu s  SAD-om i  Japanom.

## Povijest
Područja na kojima su živjeli istočni Slaveni prvi su u jedinstvenu državu ujedinili Varjazi, vjerojatno doseljenici iz Skandinavije. Prvi zabilježeni varjaški vladar bio je Rurik, okrunjen oko 860., a njegovi su nasljednici prenijeli prijestolje iz Novgoroda na sjeveru današnje Rusije u Kijev, danas glavni grad Ukrajine.
Kijevska Rus', na našim prostorima poznata i kao Kijevska Rusija, bila je jedna od najvećih država tadašnje Europe s gospodarstvom utemeljenim na trgovini među Skandinavijom i Bizantom. Odlučujućim za kasniju povijest istočnih Slavena pokazalo se prihvaćanje Pravoslavlja kao državne religije 988. u doba velikog kneza Vladimira, koje je za posljedicu imalo snažnu vezu crkve i države i izolaciju od katoličkog, a kasnije i protestantskog ostatka Europe.

### Stvaranje carstva
Invazija Mongola u 13. stoljeću dovela je do raspada već oslabljene Kijevske Rusije na veći broj neovisnih kneževstava, među kojima se u 14. stoljeću počinje isticati Moskovsko kneževstvo. Moskva je, oslanjanjući se na svoje dobre odnose s tatarskim osvajačima, započela širenje na okolna područja. Ekspanzija je ubrzana pod velikim kneževima Ivanom III. (1462. – 1505.) koji je udvostručio državni teritorij na račun susjednih država i oslobodio Moskvu od Tatara, i Ivanom IV. Groznim (1547. – 1584.), prvim ruskim vladarom koji se okrunio za cara.
Država je nakon smrti Ivana Groznog potonula u borbu za njegovo naslijeđe koja je trajala sve do 1613. kada na vlast dolazi dinastija Romanov. Rusija je doživjela preporod za vladanja Petra I. Velikog (1682. – 1725.). koji je u mladosti putovao po Zapadnoj Europi i odlučio reformirati Rusiju po zapadnim uzorima. Velike promjene doživjela je državna uprava, obrazovanje, vojska, osnovana je mornarica, a glavni grad je umjesto Moskve postao novoosnovani Sankt-Peterburg (1703.) na ušću rijeke Neve u Finski zaljev.
U sljedeća dva stoljeća Rusija je nizom ratova proširila svoj teritorij kolonizirajući, za razliku od zapadnoeuropskih država, susjedna područja. Na zapadu je zauzela Finsku, baltičke zemlje, Poljsku, Bjelorusiju i najveći dio Ukrajine. Na jugu je svoje područje proširila na Zakavkazje do sjeverne Armenije te na najveći dio srednje Azije. Na istoku je ruska kolonizacija doprla do sjevernoameričke Aljaske, koja je 1867. prodana SAD-u. Osobito je širenju državnog teritorija pridonijela Katarina II. Velika (1762. – 1796.) vještim kombiniranjem diplomacije i ratovanja.
Devetnaesto stoljeće obilježeno je i sve jačim zahtjevima srednje klase za udjelom u vlasti, s povremenim izljevima političkog nasilja (pobuna dekabrista 1825., atentat na cara Aleksandra II. 1881.) praćenim valovima državne represije. Nakon revolucije 1905. Rusija je dobila predstavničko tijelo, Dumu, što je donekle ublažilo političke tenzije. Posljednji car bio je Nikola II. koji je svrgnut od strane boljševika.

### Sovjetska Rusija
Loše stanje na bojištu u prvom svjetskom ratu, prijeteći kolaps gospodarstva i pad popularnosti prisilili su cara Nikolaja II. na abdikaciju i u veljači 1917. Rusija je postala republika. Vlade kneza Lvova i Aleksandra Kerenskog nisu se uspjele učvrstiti na vlasti pa je 25. listopada 1917. državnim udarom vlast preuzela stranka boljševika – komunista predvođena Vladimirom Iljičem Lenjinom (Oktobarska revolucija). Uslijedio je četverogodišnji građanski rat u kojem su boljševici uspjeli pobijediti opoziciju. Moskva je 1918. ponovo postala glavni grad, a 1922. sovjetska Rusija postala je Savez Sovjetskih Socijalističkih Republika (SSSR). Istaknut u ovo doba bio je i Lav Trocki, osnivač Crvene armije.
Nakon Lenjinove smrti 1924. vlast je postupno preuzeo Josif Staljin (vladao je do 1953.) koji je pokrenuo ubrzanu industrijalizaciju i nasilnu kolektivizaciju poljoprivrede. U drugoj polovici tridesetih godina započeo je i velike čistke u vodstvu komunističke partije, vojske i države u kojima su mnogi u montiranim procesima osuđeni na smrt ili dugogodišnju robiju.
U drugom svjetskom ratu Sovjetski savez je dao najveći doprinos pobjedi saveznika s više od 20 milijuna poginulih i gotovo potpuno razorenim zapadnim dijelom zemlje. Nakon rata zaoštrio se sukob s vodećom zapadnom demokracijom, SAD-om – hladni rat. Rastući utjecaj SSSR-a i uspjesi na mnogim poljima poput osvajanja svemira i nuklearnog naoružanja skrivali su neuspjehe i zaostajanje sovjetskog gospodarstva i rastuće društvene tenzije. Godine 1991. komunistički sustav je propao, a SSSR se raspao na 15 država, među kojima je najveća i najznačajnija upravo Rusija.

### Nakon raspada SSSR-a
Postsovjetska Rusija je nakon nekoliko godina bolne tranzicije i krize koja je dosegnula dno 1998. krenula putem gospodarskog oporavka i ubrzanog rasta potpomognutog visokim cijenama nafte – glavnog ruskog izvoznog proizvoda. Prvog demokratskog predsjednika Borisa Jeljcina čiji je mandat bio obilježena liberalizmom i porastom kriminala, osobito za vrijeme privatizacije, zamijenio je 1999. Vladimir Putin kojeg ruski građani i inozemni promatrači smatraju efikasnijim, ali i autoritarnijim od svog prethodnika.
Od 1994. traje gerilski sukob čečenskih pobunjenika koji se bore za neovisnost republike i oružanih snaga Ruske Federacije. Veći broj terorističkih napada u Čečeniji i ostatku Rusije dovodi se u vezu s ekstremističkim frakcijama gerilaca. Najteži napad zbio se 2004. – talačka kriza u Beslanu.

## Stanovništvo
Popis najvećih gradova u Rusiji

### Narodnosni sastav
| Etnički sastav stanovništva (2002.) | Etnički sastav stanovništva (2002.) |
| ----------------------------------- | ----------------------------------- |
| Rusi                                | 79,8 %                              |
| Tatari                              | 3,8 %                               |
| Ukrajinci                           | 2,0 %                               |
| Čuvaši                              | 1,1 %                               |
| Čečeni                              | 0,9 %                               |
| Armenci                             | 0,8 %                               |
| Ostali                              | 10,3 %                              |

Prema popisu stanovništva iz 2002. najbrojniji su Rusi (79,8 %), slijede Tatari (3,8 %), Ukrajinci (2,0 %), Čuvaši (1,1 %) i Čečeni (0,9 %) i Armenci (0,8 %). Još 17 etničkih grupa ima više od 400 tisuća pripadnika (10,3 %). Ruski jezik je izrazito dominantan, i njime se služi 98 % stanovništva.

### Vjerski sastav
Podaci o vjerskom sastavu su nepouzdani jer se vjera ne ispituje u popisima stanovništva. Samo je manji dio populacije aktivno religiozan, a dominiraju tradicionalne vjerske zajednice: Ruska pravoslavna crkva kojoj pripada slavensko stanovništvo te islamska zajednica kojoj pripadaju neki narodi turskog porijekla (Tatari, Baškiri i dr.) i većina naroda Sjevernog Kavkaza (Čečeni, Inguši i dr.).

### Jezici
| Jezici (2002.) | Jezici (2002.) |
| -------------- | -------------- |
| ruski          | 142,6 mil.     |
| engleski       | 7,0 mil.       |
| tatarski       | 5,3 mil.       |
| njemački       | 2,9 mil.       |
| ukrajinski     | 1,8 mil.       |
| baškirski      | 1,4 mil.       |
| čečenski       | 1,3 mil.       |
| čuvaški        | 1,3 mil.       |

U Rusiji se govori mnogo jezika, a najviše ruski jezik.

## Politički ustroj
Rusija je federativna republika s polupredsjedničkim sustavom vlasti. Zakonodavnu vlast ima dvodomna Federalna skupština. Zastupnike gornjeg doma, Savjeta federacije, imenuju federalni subjekti (republike, oblasti, krajevi i dr.), a zastupnici donjeg doma, Dume, biraju se u izravnim izborima na mandat od četiri godine mješavinom proporcionalnog i većinskog sustava.
Izvršnu vlast dijele predsjednik i vlada na čelu s premijerom. Predsjednik republike bira se direktnim izborima dvokružnim sustavom na četiri godine, a može na položaju provesti najviše dva mandata. Predsjednik predlaže Dumi sastav vlade kojeg ona potvrđuje natpolovičnom većinom. Ako Duma tri puta odbije potvrditi vladu, predsjednik je može raspustiti i sazvati nove izbore. Predsjednik ima i brojne druge ovlasti u području imenovanja, često je inicijator zakonodavstva i vrhovni je zapovjednik oružanih snaga.

### Federalna struktura
Federalna struktura Rusije je složena i obuhvaća 83 federalnih subjekata s različitim razinama autonomije. Najveću autonomiju ima 21 autonomna republika (to su npr. Čečenija, Tatarstan ili najveća Saha (Jakutija)). Osim njih, postoji i 4 autonomnih okruga i 1 autonomna oblast. Većina ovih autonomnih jedinica osnovana je za vrijeme komunizma u skladu s tadašnjom politikom o nacionalnostima koja je svakoj većoj nacionalnosti davala pravo na domicilni teritorij.
Ostatak državnog teritorija podijeljen je na upravne jedinice koje imaju manje formalne autonomije. To su 46 oblasti, 9 krajeva i 2 federalna grada (Moskva i Sankt-Peterburg).
Godine 2000. ustanovljena je nova razina upravne podjele – 7 saveznih okruga od kojih svaki obuhvaća više federalnih subjekata. Vode ih izaslanici koje imenuje federalni predsjednik. 2010. broj saveznih okruga narastao je na 8. To su:
1. Središnji savezni okrug
2. Južni savezni okrug
3. Sjeverozapadni savezni okrug
4. Dalekoistočni savezni okrug
5. Sibirski savezni okrug
6. Uralski savezni okrug
7. Privolški savezni okrug
8. Sjeverokavkaski savezni okrug

## Gospodarstvo
Petnaest godina nakon propasti komunizma rusko gospodarstvo se približilo gospodarstvima srednje razvijenih zemalja slobodnog tržišta. Danas ono ima visoku stopu rasta BDP-a (8,1 % godišnje) i relativno visoku inflaciju (oko 11,7 %). Ipak, i danas su u Rusiji uočljivi ostaci starog, komunističkog sustava.
Na današnju sliku gospodarstva je utjecala i brza privatizacija nekih unosnijih državnih poduzeća početkom devedesetih. Njih je preuzela nekolicina poduzetnika povezana s tadašnjom političkom elitom (oligarsi). U posljednje vrijeme neki su oligarsi bili prisiljeni odreći se kontrole nad svojim tvrtkama, a neki su i zatvoreni ili su emigrirali. Veliki koncerni i dalje dominiraju ruskim gospodarskim krajolikom, a država najavljuje mjere za poticanje malog i srednjeg poduzetništva.
Danas se rusko gospodarstvo uglavnom temelji na dvama stupovima: izvozu energenata (nafte i zemnog plina) i sirovina te rastućoj domaćoj potrošnji. Tradicionalna sovjetska metalurgija i s njom povezana proizvodnja strojeva, automobila i zrakoplova preživljavaju zahvaljujući visokim carinama koje sprječavaju uvoz jeftinijih i kvalitetnijih inozemnih proizvoda. Mnoge tvornice preorijentirale su se na suradnju sa zapadnim kompanijama i licenčnu proizvodnju stranih proizvoda (inomarke).
Propast sovjetskog centralnog planiranja dovela je i do izrazite neravnoteže u razvoju pojedinih regija. Najviše stranih investicija i najbrži gospodarski rast imaju Moskva i Petrograd. Razlike u prosječnom dohotku stanovnika prijestolnice i provincija su i do deset puta.
Od 2. travnja 1996. je u Savezu Rusije i Bjelorusije, gospodarskom projektu koji predviđa i monetarnu uniju, s rubljem kao zajedničkom valutom.
Rusija je jedna od utemeljiteljica Euroazijske ekonomske zajednice, projekta, kojeg su utemeljiteljice potpisale 10. listopada 2000., a sve članice ratificirale do 31. svibnja 2001. Ovaj je zajednica izrasla iz projekta Zajednice Neovisnih Država. 
Članicom je Srednjoazijske organizacije za suradnju od 2004.
- Euroazijska EZ 
 (od 2000.)
- Srednjoazijska organizacija za suradnju 
 (od 2004.)

### Promet
Velike udaljenosti i često surovi klimatski uvjeti uvelike su utjecali su na razvoj prometne infrastrukture u Rusiji. U prijevozu roba, a i putnika još uvijek dominantnu ulogu ima željeznica. Željeznička mreža ima 87.000 km pruga u javnoj upotrebi i 63.000 km industrijskih pruga. Udio željeznice u ukupnom prijevozu robe je 83,2 %, a putnika 40,9 %. U Rusiji se nalazi i najduža svjetska željeznička pruga, 9.289 km duga Transsibirska željeznica koja povezuje Moskvu i Vladivostok na Tihom oceanu.
Iako je cestovna infrastruktura u prilično lošem stanju, bez suvremenih autocesta, cestovni prijevoz je u usponu. Automobil je danas u Rusiji sve manje statusni simbol, osobito u velikim gradovima što dovodi do velikih gužvi i jedne od najvećih stopa smrtnosti u cestovnim prometnim nesrećama u Europi.
Zračni prijevoz je u stalnom porastu pa ima dominantnu ulogu u putničkom prijevozu na relacijama većim od 1500 km. Najveće zrakoplovne tvrtke su Aeroflot (5,8 mil. putnika u 2003.) koji održava i redovitu zračnu liniju Moskva – Zagreb, a leti s moskovskog aerodroma Šeremetjevo, zatim Sibir (Novosibirsk i moskovsko Domodedovo, 3,4 mil.), Pulkovo (Sankt-Peterburg) i KrasAir (Krasnojarsk).

## Kultura
Rusija je dala istaknute predstavnike na gotovo svim poljima umjetnosti i znanosti. Rusku akademiju znanosti osnovao je 1724. Petar Veliki. Među najpoznatijim znanstvenicima i umjetnicima su:

### Književnici
- Mihail Vasiljevič Lomonosov (1711. – 1765.)
- Ivan Andrejevič Krilov (1768. – 1844.)
- Aleksandar Sergejevič Puškin (1799. – 1837.)
- Nikolaj Vasiljevič Gogolj (1809. – 1852.)
- Mihail Jurjevič Ljermontov (1814. – 1841.)
- Ivan Sergejevič Turgenjev (1818. – 1883.)
- Fjodor Dostojevski (1821. – 1881.)
- Lav Tolstoj (1828. – 1910.)
- Anton Pavlovič Čehov (1860. – 1904.)
- Maksim Gorki (1868. – 1936.)
- Ivan Aleksejevič Bunin (1870. – 1953.)
- Aleksander Aleksandrovič Blok (1880. – 1921.)
- Boris Pasternak (1890. – 1960.)
- Vladimir Vladimirovič Majakovski (1893. – 1930.)
- Sergej Aleksandrovič Jesenjin (1895. – 1925.)
- Vladimir Nabokov (1899. – 1977.)
- Mihail Aleksandrovič Šolohov (1905. – 1984.)
- Danil Harms (1905. – 1942.)
- Aleksandar Solženjicin (1918. – 2008.)
- Eduard Limonov (1943. – danas)

### Skladatelji
- Aleksandar Porfirjevič Borodin (1833. – 1887.)
- Cezar Antonovič Kjui (1835. – 1918.)
- Milij Aleksejevič Balakirev (1837. – 1910.)
- Modest Petrovič Musorgski (1839. – 1881.)
- Petar Iljič Čajkovski (1840. – 1893.)
- Nikolaj Rimski-Korsakov (1844. – 1908.)
- Sergej Rahmanjinov (1873. – 1943.)
- Igor Stravinski (1882. – 1971.)
- Sergej Prokofjev (1891. – 1953.)
- Dmitrij Šostakovič (1906. – 1975.)

### Slikari
- Andrej Rubljov (1360. – 1430.)
- Vasilj Kandinski (1866. – 1944.)
- Kazimir Maljevič (1878. – 1935.)

### Liječnici
- Ivan Pavlov (1849. – 1936.)

### Matematičari
- Nikolaj Ivanovič Lobačevski (1792. – 1856.)

### Biolozi i kemičari
- Ilja Iljič Mečnikov (1845. – 1916.)
- Dmitrij Ivanovič Mendeljejev (1834. – 1907.)
- Aleksandar Oparin (1894. – 1980.)

### Ostali
- Jurij Gagarin (1934. – 1968.) – kozmonaut
- Vladimir Kosma Zworykin (1889. – 1982.) – izumitelj američkog državljanstva, a ruskog podrijetla
- Vaclav Nižinski (1890. – 1960.) – baletni plesač
- Ana Politkovskaja (1958. – 2006.) – novinarka